# Lysmata ternatensis
Lysmata ternatensis är en kräftdjursart som beskrevs av De Man 1902. Lysmata ternatensis ingår i släktet Lysmata och familjen Hippolytidae. Inga underarter finns listade i Catalogue of Life.